# Alexina Duchamp

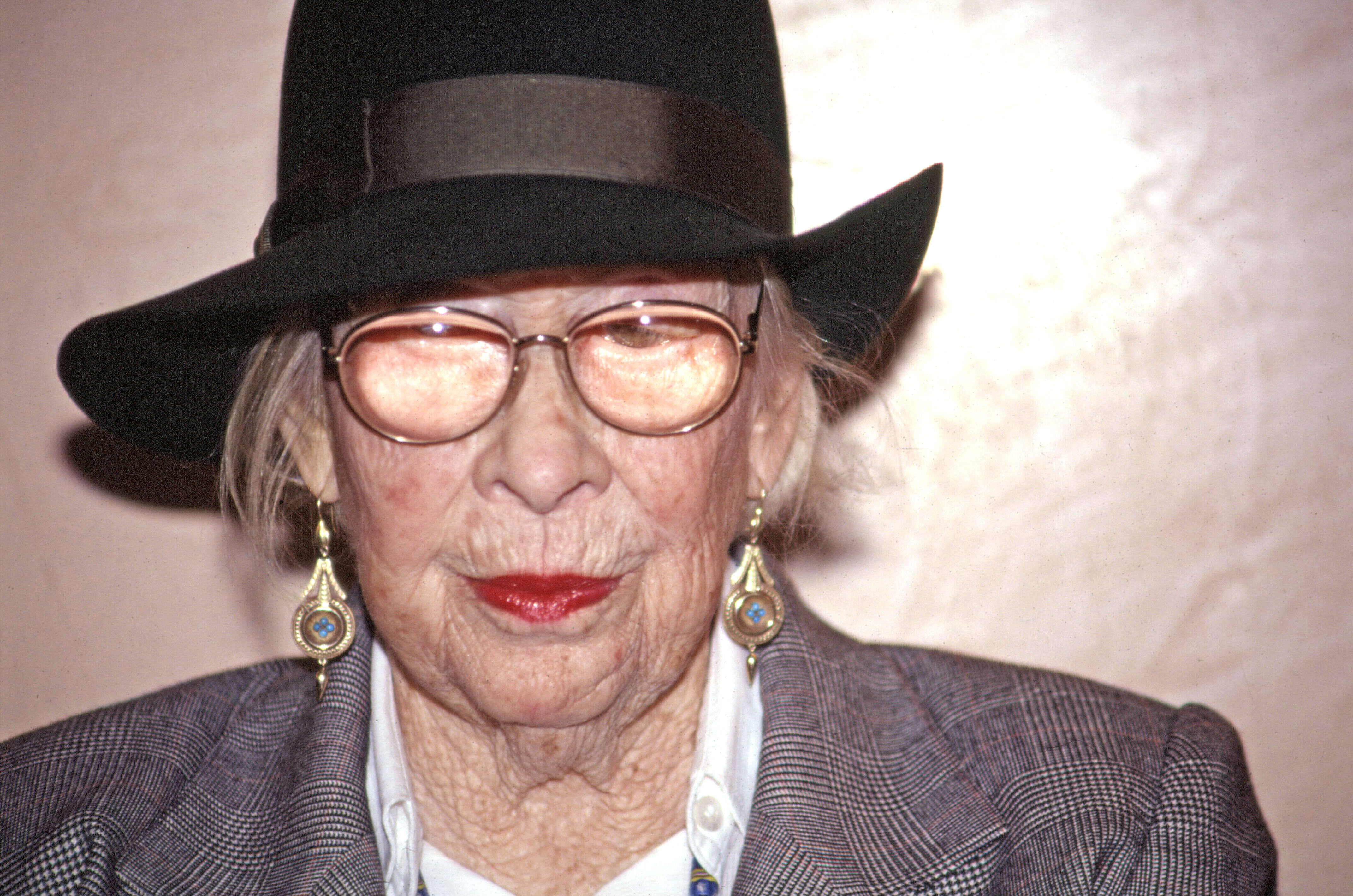
Alexina Duchamp (1993)

Alexina „Teeny“ Duchamp, geboren als Alexina Sattler, (* 6. Januar 1906 in Cincinnati, Ohio; † 20. Dezember 1995 in Villiers-sous-Grez bei Paris) war eine US-amerikanische Kunsthändlerin.

## Leben und Wirken
Alexina Sattler wurde 1906 als jüngste von sechs Töchtern des bekannten Augenchirurgen Robert Sattler und dessen zweiter Frau Agnes Mitchell in Cincinnati geboren. Aufgrund ihres geringen Geburtsgewichts erhielt sie den Kosenamen „Teeny“ von ihrer Mutter.
1921 durfte Alexinas Schwester Agnes in Paris die Schule besuchen, und im folgenden Jahr schloss die Fünfzehnjährige sich ihr an. Sie traf dort im Winter erstmals Marcel Duchamp auf einem Ball, den Mariette Mills, eine Freundin ihrer Mutter, ausgerichtet hatte. Nach einem einjährigen Studium an der Kunstgewerbeschule in Wien kehrte sie nach Paris zurück und belegte Bildhauerkurse an der Académie de la Grande Chaumière.
Ihre künstlerische Tätigkeit gab sie auf, nachdem sie 1929 den Kunsthändler Pierre Matisse, den ältesten Sohn von Henri Matisse, heiratete. Aus der Ehe gingen die drei Kinder Jacqueline, Paul and Peter hervor. 1949 erfolgte die Scheidung, da Pierre eine Liaison mit Patricia Matta, der Frau von Roberto Matta, begonnen hatte. Als Abfindung erhielt sie das Landhaus und viele wertvolle Gemälde. In der folgenden Zeit arbeitete sie als Kunsthändlerin und vertrat beispielsweise
Constantin Brâncuși und Joan Miró.

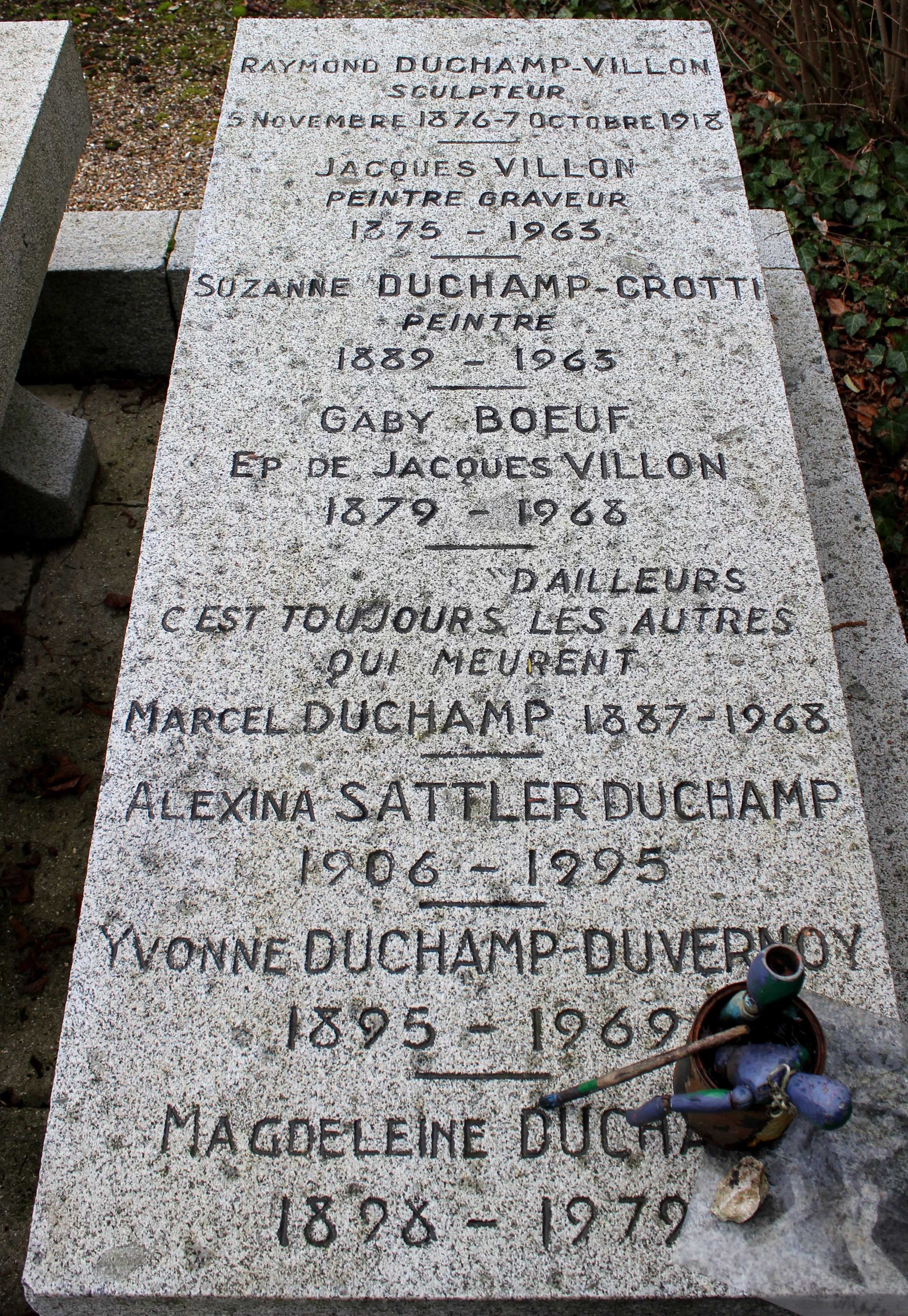
Das Familiengrab Duchamp in Rouen

1951 brachten Max Ernst und dessen Frau, Dorothea Tanning, die zu einem Besuch in Alexinas Haus in Lebanon, New Jersey, eingeladen waren, Marcel Duchamp als Gast mit. Teeny und Duchamp verliebten sich ineinander und heirateten am 16. Januar 1954 in New York. Es war für beide die zweite Ehe. Duchamp, der auf diese Weise Familienvater von drei Stiefkindern wurde, erhielt am Ende des Jahres die amerikanische Staatsangehörigkeit. Ab 1958 verbrachte das Ehepaar Sommeraufenthalte in Cadaqués, wo sie Salvador Dalí trafen. 1959 verlegten sie ihren Wohnsitz in New York von der 327 East 58th Street zur 28 West 10th Street.
Nach Duchamps Tod im Jahr 1968 verlegte Alexina Duchamp ihren Wohnsitz nach Villiers-sous-Grez bei Paris, wo sie ein Archiv zusammenstellte, das Fotografien und andere Dokumente zum Leben und Werk von Marcel Duchamp enthält. Die Sammlung befindet sich im Philadelphia Museum of Art.  Sie setzte die Beziehungen zu  den Freunden ihres Mannes fort, etwa zu den Künstlern Jasper Johns, Richard Hamilton, dem Komponisten John Cage und dem Choreographen Merce Cunningham. Alexina Duchamp überlebte ihren Mann um viele Jahre. Sie starb 89-jährig im Jahr 1995 in Villiers-sous-Grez. Ihr Familiengrabstein liegt auf dem Friedhof von Rouen.